# Hr.Ms. Harlingen (1984)
De Hr.Ms. Harlingen (M 854) was een Nederlandse mijnenjager van de Alkmaarklasse, die vernoemd is naar de Friese plaats Harlingen. Het schip is gebouwd door de scheepswerf Van der Giessen de Noord in Alblasserdam.
In 1991 nam de Harlingen samen met de Haarlem en de Zierikzee deel aan operatie Phalanx Mike tijdens de Tweede Golfoorlog. Tijdens operatie Phalanx Mike stonden deze schepen onder commando van de West-Europese Unie en in totaal werden er door schepen 35 mijnen geruimd. Waarvan 16 door de Harlingen en 19 door de Zierikzee.
De Harlingen is samen met de Scheveningen, Alkmaar, Dordrecht en Delfzijl op 24 augustus 2005 verkocht aan de Baltische staat Letland voor een totaal bedrag van 57 miljoen euro, wat dus neerkomt op een bedrag van 11,4 miljoen per schip. De Harlingen is op 7 maart 2007, als eerste van de serie van vijf, overgedragen aan de Letse marine waar het dienstdoet onder de naam Imanta.